# روجر جانسين
روجر جانسين هو لاعب دارت بلجيكي، ولد في 21 أبريل 1977 في بلجيكا.

## وصلات خارجية
- روجر جانسين على موقع DartsDatabase.co.uk (الإنجليزية)